# ملاذ آمن (مسلسل)
ملاذ آمن (باليابانية: サンクチュアリ-聖域-) مسلسل دراما رياضي ياباني. حول فتى قوي ومستميت يصبح مصارع سومو، فيأسر قلوب معجبيه بأسلوبه المتعالي ويثير الاستياء وسط مجال عريق متجذّر في التقاليد. عرض على نتفليكس يوم 4 أيار /مايو 2023. من بطولة واتارو إيشينوزي، شوتا سوميتاني، شيولي كوتسونا.

## القصة
أملًا في الحصول على المال، ينضم فتى فقير من محافظة فوكوكا إلى معهد لتدريب السومو، غير أن أسلوبه المتعالي يعرقل تقدمه في البداية. ثم يصبح مصارع سومو محترف ويمنحه مُعلم المعهد اسمًا يُعرَف به في حلبة المصارعة، وهو إنو. فيأسر قلوب معجبيه بأسلوبه المتعالي، ويثير الاستياء وسط مجال عريق متجذّر في التقاليد.

## روابط خارجية
- ملاذ آمن على موقع IMDb (الإنجليزية)
- ملاذ آمن على موقع روتن توميتوز (الإنجليزية)
- ملاذ آمن على موقع نتفليكس (الإنجليزية)
- ملاذ آمن على موقع فيلمافينيتي (الإسبانية)
- ملاذ آمن على موقع قاعدة بيانات الفيلم (الإنجليزية)